# Web Hypertext Application Technology Working Group
Die Web Hypertext Application Technology Working Group (WHATWG) ist eine Arbeitsgruppe, deren Ziel darin besteht, durch Erweiterung von bereits bestehenden Technologien neue Technologien zu entwickeln, die es Autoren erleichtern soll, Internetanwendungen zu erstellen. Anders als das anbieterunabhängige World Wide Web Consortium (W3C), das von Tim Berners-Lee geführt wird, wird WHATWG von mehreren Organisationen betrieben, darunter die Mozilla Foundation, Opera Software und Apple. Derzeitiger Chef ist Ian Hickson.
Die Gründung der WHATWG erfolgte als Reaktion auf die schleppende Entwicklung von Web-Standards durch das W3C. Die WHATWG-Mailingliste wurde am 4. Juni 2004 angekündigt. Opera/Mozilla hatten zwei Tage zuvor beim W3C-Workshop vergeblich versucht, ein gemeinschaftliches Grundsatzpapier zu beschließen, wurden aber durch die Mitglieder des W3C überstimmt. Die Teilnahme an der Mailingliste steht jedermann offen, und es nehmen auch Mitglieder des W3C daran teil. Die WHATWG setzt jedoch das W3C nicht außer Kraft, da die vorgeschlagenen Standards, die von der WHATWG geschaffen werden, beim W3C zur Zustimmung oder Nachbesserung eingereicht werden. Zukünftig plant die WHATWG, noch enger mit dem W3C zusammenzuarbeiten.

## Spezifikationen
Derzeit liegen drei Spezifikationsentwürfe vor:
- HTML (ursprünglich HTML5, davor Web Applications 1.0), welches erweiterbare Widgets definiert, wie z. B. Menüs und Symbolleisten. Dieser Entwurf wurde vom W3C als Grundlage für eine neue Version von HTML übernommen und wird aktiv entwickelt. Am 19. Januar 2011 wurde die "5" aus der Bezeichnung gestrichen, um zu zeigen, dass die Weiterentwicklung von HTML ständig im Fluss ist.
- Web Forms 2.0, welches auf die allgemeinen Bedürfnisse von Webautoren zielt. Es wurde auch eine Version von Web Forms 2 am W3C veröffentlicht. Web Forms 2 wurde mittlerweile in HTML5 integriert.
- Web Controls 1.0, welches zu JavaScript und CSS weitere Funktionalitäten hinzufügt, wodurch die Schaffung selbst erstellter Widgets unterstützt werden soll. Diese Spezifikation hängt vom Design von XBL2 ab.

Im Gegensatz zu den XForms des W3C zielen diese Spezifikationen darauf ab, primär an HTML zu arbeiten. Wegen der Orientierung an Browserimplementationen von HTML basiert HTML5 nicht auf SGML, sondern auf eigenen Parseregeln; das weitgehend äquivalente XHTML5 folgt hingegen der XML-Syntax.